# Fernand Dupuy
Fernand Dupuy (n. 2 martie 1917, Jumilhac-le-Grand, Aquitaine, Franța – d. 15 iunie 1999, Limoges, Franța) a fost un politician francez. Membru al Partidului Comunist Francez, a fost consilier general al departament Seine, primar în Choisy-le-Roi și deputat pentru departament Seine și apoi pentru Val-de-Marne. Angajat în Rezistență, a devenit ofițer al FTPF. Activitatea sa i-a adus certificarea ca locotenent-colonel al FFI. În 1948, s-a mutat la Choisy-le-Roi pentru a asigura secretariatul pentru Maurice Thorez, sarcină pe care a îndeplinit-o până în 1951, iar din 1947 până în 1964 a făcut parte din Comitetul central al PCF.